# Квятково (Рипінський повіт)
Квятково (пол. Kwiatkowo, нім. Blütenhof) — село в Польщі, у гміні Рипін Рипінського повіту Куявсько-Поморського воєводства.
Населення — 122 особи (2011).
У 1975-1998 роках село належало до Влоцлавського воєводства.

## Демографія
Демографічна структура станом на 31 березня 2011 року:
|          | Загалом | Допрацездатний вік | Працездатний вік | Постпрацездатний вік |
| -------- | ------- | ------------------ | ---------------- | -------------------- |
| Чоловіки | 64      | 12                 | 46               | 6                    |
| Жінки    | 58      | 9                  | 34               | 15                   |
| Разом    | 122     | 21                 | 80               | 21                   |